# Leucopholis sumatrensis
Leucopholis sumatrensis är en skalbaggsart som beskrevs av Brenske 1892. Leucopholis sumatrensis ingår i släktet Leucopholis och familjen Melolonthidae. Inga underarter finns listade i Catalogue of Life.